# ويلفريد سينغو
ويلفريد سينغو (مواليد 25 ديسمير 2000) هو لاعب كرة قدم من ساحل العاج يلعب كمدافع في نادي تورينو.